# Alimento vivo

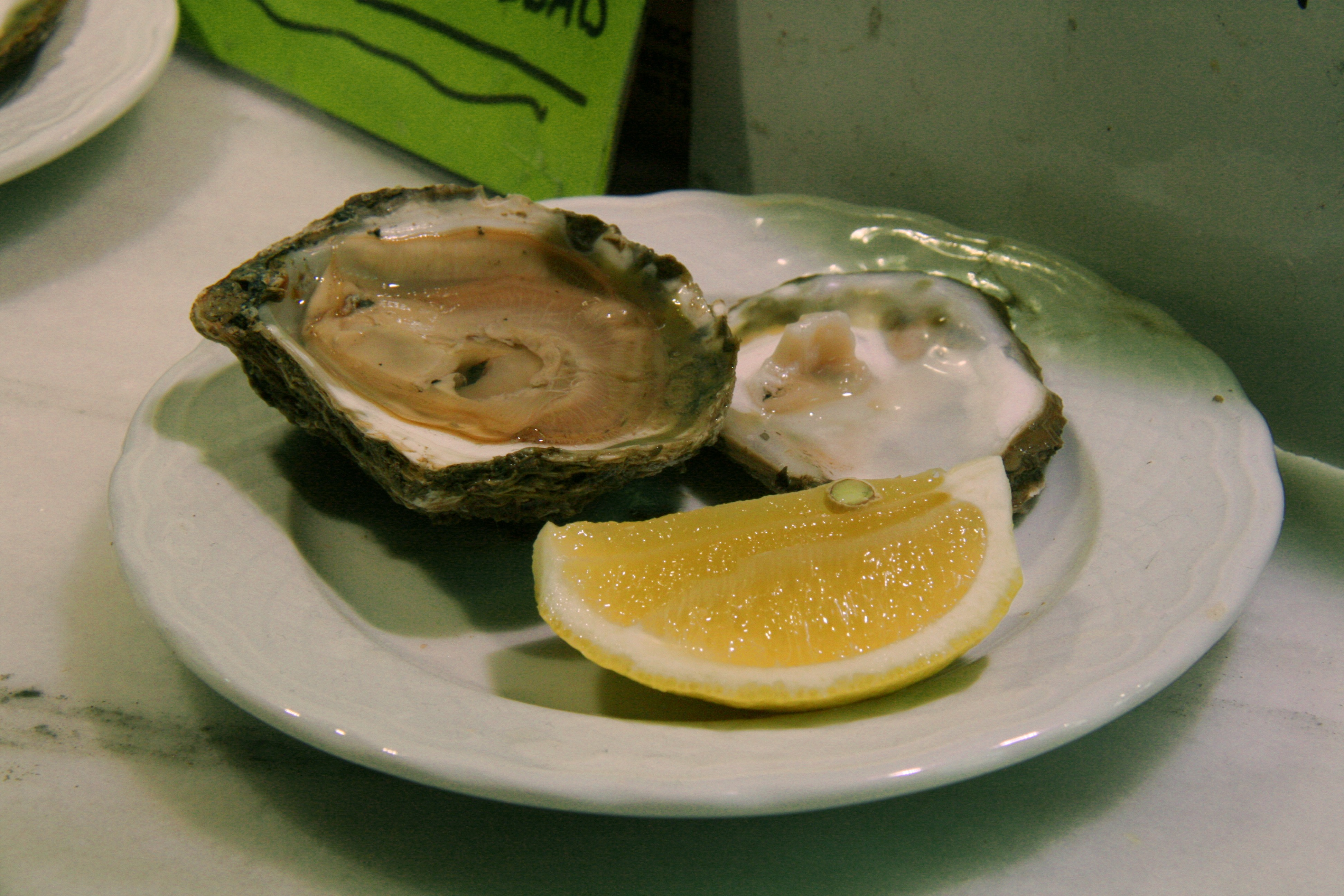
Um exemplo de alimento ingerido vivo é a ostra

Denomina-se alimento vivo aos animais que, estando ainda com vida, se usam como alimento para outros animais carnívoros e omnívoros.
Alguns animais em captação só comem alimento vivo, a diferença do alimento morto ou processado, que além disso é um complemento muito nutritivo e apetecido. O alimento vivo costuma-se utilizar para répteis, anfíbios, peixes e corais ou invertebrados de água doce e de mar.
Alguns animais são incapazes ou têm dificuldade para comer alimentos processados como o penso composto. Alguns motivos são:
- O animal não pode identificar o alimento como presa ou comestível, bem seja porque não se move ou não produz calor.
- O alimento deve ser muito fresco e é difícil de conservar morto. Por exemplo, os insectos têm uns ácidos graxos polinsaturados que ficam rançido muito facilmente.
- É difícil contribuir todos os nutrientes sem alimento vivo. Como dieta habitual ou suplemento.

A seguir resumem-se as principais vantagens do alimento vivo:
- É um alimento 100% natural.
- Não contamina o aquário, já que pode permanecer vivo por dias ou inclusive semanas.
- Aumenta a cor ou a pigmentação dos animais.
- Favorece o sistema imune dos animais.
- Promove a actividade dos peixes.
- É um alimento altamente nutritivo.
- É ideal para peixes tímidos, em processo de aclimatação ou para espécies exóticas.

Onde se pode conseguir alimento vivo?
O alimento vivo pode-se obter directamente da natureza, com verdadeiro risco de introduzir parasitas em nossos aquários, ou bem o comprando directamente em lojas de animais, o qual é o mais recomendável, já que este tipo de produto, costuma estar cultivado ou produzido baixo condições controladas que evitam a presença de parasitas ou qualquer organismo potencialmente perigoso para nossos peixes.

## Alimento congelado
Em alguns casos os animais podem aprender a comer alimento morto, mas deve ser o suficientemente fresco. Para isto, o alimento se pode congelar. Os grilos e outros invertebrados devem-se temperar a temperatura ambiente antes de administra-los. Os ratos para serpentes metem-se no microondas para descongelarem e simular uma temperatura corporal similar à de um rato vivo, ou melhor ainda meter o rato congelado em água quente a uns 40 °C e esperar a que se descongele e apanhe uma temperatura adequada. Os crotalus reconhecem a suas presas pelo calor.
Esta prática evita que a presa se defenda e fira o animal. Além disso, é mais fácil manter o alimento congelado que vivo.
Algumas espécies que se utilizam como alimento vivo são:
- Grilos
- Tenebrios
- Baratas
- Larvas de moscas ou mosquitos. O (Verme Phoenix)
- Artemias, Pulgas de água e outros invertebrados aquáticos.
- Fitoplâncton.
- Alevinos, ratos e as suas crias.

### Em inglês
- Raw feeding
- Raw foodism